# Umundurowanie wieczorowe Sił Zbrojnych RP
Umundurowanie wieczorowe Sił Zbrojnych RP – ubiór oficerów Sił Zbrojnych RP przeznaczony na przyjęcia okolicznościowe, na których obowiązuje strój wieczorowy. Noszony przez oficerów oraz żołnierzy zawodowych Orkiestry Reprezentacyjnej Wojska Polskiego.

## Wojska Lądowe i Siły Powietrzne

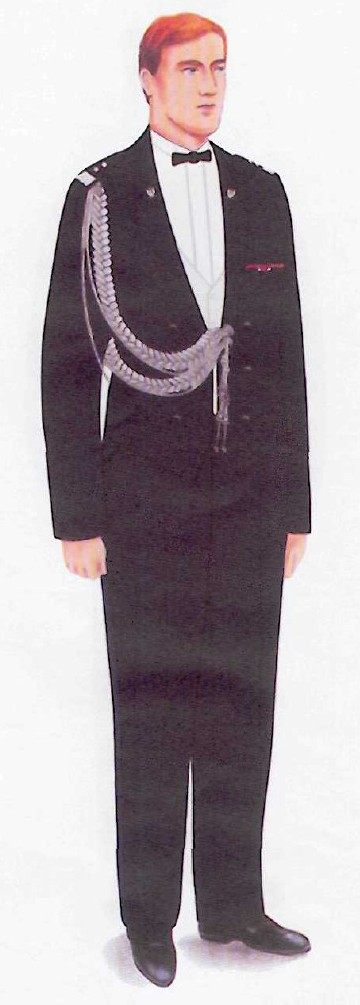
Generał Wojsk Lądowych lub Sił Powietrznych w ubiorze wieczorowym

Umundurowanie wieczorowe oficerów Wojsk Lądowych i Sił Powietrznych występuje w dwóch odmianach: dla kobiet i mężczyzn.
Ubiór wieczorowy dla mężczyzn składa się z:
- półfraka w kolorze granatowym
- spodni w kolorze granatowym
- kamizelki w kolorze srebrzystym
- koszuli białej do muszki ze spinkami
- muszki koloru czarnego
- półbutów lakierek
- skarpetek koloru czarnego
- sznura galowego

Ubiór wieczorowy dla kobiet składa się z:
- żakietu z pasem w kolorze granatowym
- spódnicy w kolorze granatowym
- koszuli białej do muszki ze spinkami
- muszki koloru czarnego[a]
- pantofli wieczorowych
- pończoch (lub rajstop) koloru cielistego
- sznura galowego

Rozporządzenie dopuszcza w razie potrzeby oraz na czas dojścia lub przejazdu noszenie płaszcza sukiennego lub letniego oficerskiego (z szalikiem lub bez) wraz z czapką rogatywką, czapką garnizonową, furażerką lub kapeluszem.
Oznaczenia stopnia nosi się w formie naramienników. Ponadto generałowie mają na kołnierzu półfraka znak orła generałów, a na nogawkach spodni dwa lampasy, pozostali oficerowie na nogawkach spodni mają jeden lampas. 
Na guzikach półfraka oraz żakietu umieszczone są orły odpowiadające danemu rodzajowi wojsk.
Sznury galowe nosi się w taki sposób jak do munduru galowego.

## Marynarka Wojenna

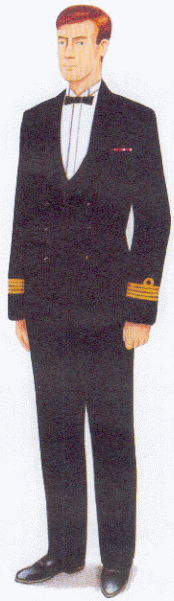
Kapitan Marynarki Wojennej w ubiorze wieczorowym

Umundurowanie wieczorowe oficerów Marynarki Wojennej występuje w dwóch odmianach: dla kobiet i mężczyzn.
Ubiór wieczorowy dla mężczyzn składa się z:
- półfraka w kolorze granatowym
- spodni w kolorze granatowym z jednym czarnym lampasem[2]
- kamizelki w kolorze srebrzystym
- koszuli białej do muszki ze spinkami
- muszki koloru czarnego
- półbutów lakierek
- skarpetek koloru czarnego

Ubiór wieczorowy dla kobiet składa się z:
- żakietu z pasem w kolorze granatowym
- spódnicy w kolorze granatowym
- koszuli białej do muszki ze spinkami
- muszki koloru czarnego[a]
- pantofli wieczorowych
- pończoch (lub rajstop) koloru cielistego

Ponadto dopuszcza się w razie potrzeby oraz na czas dojścia lub przejazdu noszenie płaszcza sukiennego lub letniego oficerskiego (z szalikiem lub bez) wraz z czapką garnizonową lub kapeluszem.
Oficerowie Marynarki Wojennej oznaczenia stopnia noszą wyhaftowane złotą nicią na rękawach, takie jak na kurtce munduru wyjściowego lub galowego. Ponadto admirałowie mają na kołnierzu półfraka wyhaftowane (bajorkiem złocistym) znaki orła admirałów.
Na guzikach półfraka oraz żakietu umieszczony jest znak kotwicy na tle krzyża kawalerskiego.